# Canção do Outono (Paul Verlaine)
Canção do Outono é um dos poemas mais famosos de Paul Verlaine, poeta e escritor francês.
Sua primeira estrofe, levemente alterada, foi utilizada pela Rádio Londres (BBC de Londres) nos dias 1º, 2, 3 e 5 de junho de 1944, como forma de informar a resistência francesa Ventriloquist sobre a proximidade do desembarque aliado na França ocupada, ocorrido na manhã do dia 6 de junho, na Normandia.

Les sanglots longs

des violons

de l'automne

Blessent mon coeur

d'une langueur

monotone.
Alphonsus de Guimaraens propôs uma tradução para o português:
Os soluços graves

Dos violinos suaves

Do outono

Ferem a minh'alma

Num langor de calma

E sono. 

Os chefes das organizações de sabotagem na França receberam aviso para escutar cuidadosamente a BBC nos dias 1º, 2, 15 e 16 de cada mês. Os primeiros versos do poema de Verlaine sobre o outono constituíram o código escolhido. Sua aparição em meio a outras mensagens significaria que o dia da invasão estava próximo. A partir desse momento, a escuta deveria tornar-se permanente. Os três últimos versos indicariam que o desembarque operar-se-ia dentro de 48 horas.
Nos dias 1º, 2 e 3 de junho de 1944, os três primeiros versos foram ao ar. Na data de 5 de junho, às 21h15, deu-se a audição dos últimos versos, repetida às 21h20, 22h e 22h15, marcando a excitação crescente de quem as recebeu.